# ارنست گراویه
ارنست گراویه (فرانسوی: Ernest Gravier‎; ۲۶ اوت ۱۸۹۲ – ۱۴ مارس ۱۹۶۵) بازیکن فوتبال اهل فرانسه بود.
از باشگاه‌هایی که در آن بازی کرده‌است می‌توان به باشگاه فوتبال نیم المپیک اشاره کرد.
وی همچنین در تیم ملی فوتبال فرانسه بازی کرده‌است.